# Alípio Duarte Brandão
Alípio Duarte Brandão (* 7. Juni 1992 in Brasília) ist ein ehemaliger brasilianischer Fußballspieler.

## Karriere

### Jugendjahre
Alípio verließ Brasilien als 14-jähriger Vollwaise in Richtung Portugal. Dort lebte er bei seinem gesetzlichen Vormund Helber Damião, der dort Mitbesitzer einer Fußballschule namens Two Touches ist. Die Entscheidungsgewalt über ihn hat er Helber Damião, dem portugiesischen Verein Rio Ave und seinem brasilianischen Heimatverein SC Internacional zu drei gleich großen Teilen übertragen.

### Vereinskarriere
Im November 2008 wechselte Alípio von Rio Ave für ca. 550.000 €, nach anderen Angaben für 3 Mio. € zu Real Madrid. Bei seinem Debüt für Real Madrid C schoss er zwei Tore und empfahl sich somit sofort für das Castilla-Team von Real Madrid. Sein erstes Spiel für dieses machte er am 15. Februar 2009 gegen Águilas CF.
Er wurde in der 87. Minute für Miguel Palanca eingewechselt.
In den knapp zehn Minuten, die er auf dem Platz verbrachte, begeisterte er die Zuschauer und seine Trainer.
Alípio war damals außerdem für Real Madrid C spielberechtigt. In höheren Spielklassen konnte er sich nicht durchsetzen.

### Sonstiges
Er hat den gleichen Berater wie der portugiesische Nationalspieler Cristiano Ronaldo. Sein Spitzname ist Little Ronaldo („Kleiner Ronaldo“) nach dem WM-Helden von 2002, Ronaldo.